# Hugo Borchardt
Hugo Borchardt (Magdeburgo, 6 de junho de 1844 — Charlottenburg, 8 de maio de 1924), foi um inventor de armas de fogo e engenheiro que trabalhando por contrato para a empresa alemã Ludwig Loewe, comercializou em 1893 a pistola semi-automática Borchardt C-93 baseado na metralhadora automática de Hiram Maxim.
Sua chegada aos Estados Unidos se deu em 1860, trabalhou para a Singer em 1874, e depois para a Colt. Tornou-se superintendente da Sharps Rifle Co. em junho de 1876 e após a sua dissolução em 1881, Borchardt retornou a Budapeste. Sendo em 1893 consultor da Remington no desenvolvimento do rifle Lee.
Desenvolveu também 7.65 x 25 milímetros Borchardt, o cartucho para o qual a pistola C-93 foi desenvolvida.
Hugo Borchardt teve muitas patentes além de armas e munição.